# Ken-Y
Kenny Rubén Vázquez Felix, mer känd under pseudonymen Ken-Y, född 7 september 1984 i Gurabo är en puertoricansk sångare, främst känd från duon R.K.M & Ken-Y. 2016 släppte han sitt första studioalbum som soloartist, The King of Romance, till goda recensioner och albumet låg åtta veckor på första plats på Billboardlistan Latin Rhythm Albums i USA.
2017 arresterades han i Thailand efter att ha ertappats med ammunition i väskan vid flygplatsen.

## Diskografi
Studioalbum
- 2016 – The King of Romance[5]